# استویک
استویک (به انگلیسی: Astwick) یک روستا و محله مدنی در بریتانیا است که در سنترال بدفوردشر واقع شده‌است. استویک ۲۴ نفر جمعیت دارد.